# Volvo S70
Volvo S70 er en bilmodel fra Volvo. Den blev introduceret i januar 1997 som en modificeret version af sedanmodellen af Volvo 850, og var i produktion frem til 2000. Stationcarversionen hedder Volvo V70.

## Generelt
S70 adskiller sig fra Volvo 850 gennem lakerede stødlister og dørhåndtag, nydesignede skørter, forkromede udstødningsrør samt hvide blinklysglas bagtil og en modificeret kabine. Ifølge Volvo fik modellen mere end 1800 ændringer, som skulle bringe modellens teknik op på den aktuelle standard. Motorprogrammet fik i første omgang derimod ingen væsentlige ændringer. Omfanget af standardudstyr er i forhold til Volvo 850 forbedret med bl.a. fire airbags, ABS, el-ruder og centrallåsesystem som standardudstyr i samtlige versioner.
Til modelåret 1999 fulgte et yderligere facelift med små optiske modifikationer − bl.a. et Volvo-logo med blå i stedet for sort baggrund − og stærkt moderniseret teknik, bl.a. større sideairbags, et motorprogram som med indføringen af et elektronisk gasspjæld blev moderniseret samt en automatgearkasse med adaptiv skiftelogik.
I det sidste produktionsår fik modellerne med sugemotor en femtrins automatgearkasse, som afløste den hidtidige firetrins. Desuden blev den 10-ventilede 2,4-litersmotor afløst af en version af den 20-ventilede, hvor gasspjældet ikke åbner helt hvilket reducerede effekten til 140 hk i stedet for de sædvanlige 170.
I august 2000 blev produktionen af Volvo S70 indstillet, og den mindre Volvo S60 introduceret som efterfølger.

## Specielle versioner

### S70 R
S70 R er en sedanudgave af V70 R. Den blev kun solgt i modelåret 1998, og kun med forhjulstræk.

### S70 AWD
Mellem foråret 1997 og sommeren 2000 kunne S70 leveres i en firehjulstrukket version, som blev solgt under navnet S70 AWD. Kunden kunne vælge mellem en femtrins manuel og en firetrins automatisk gearkasse, mens den eneste motormulighed var turbobenzinmotoren på 2,4 liter. I forhold til de forhjulstrukne versioner er frihøjden let øget.

## Sikkerhed
Det svenske forsikringsselskab Folksam vurderer flere forskellige bilmodeller ud fra oplysninger fra virkelige ulykker, hvorved risikoen for død eller invaliditet i tilfælde af en ulykke måles. I rapporterne Hur säker är bilen? er/var S70 samt 850 og V70 klassificeret som følger:
- 1999: Mindst 50 % bedre end middelbilen[5]
- 2001: Mindst 40 % bedre end middelbilen[6]
- 2003: Mindst 30 % bedre end middelbilen[7]
- 2005: Mindst 30 % bedre end middelbilen[8]
- 2007: Mindst 20 % bedre end middelbilen[9]
- 2009: Mindst 20 % bedre end middelbilen[10]
- 2011: Mindst 20 % bedre end middelbilen[11]
- 2013: Mindst 20 % bedre end middelbilen[12]
- 2015: Mindst 20 % bedre end middelbilen[13]
- 2017: Mindst 20 % bedre end middelbilen[14]
- 2019: Mindst 20 % bedre end middelbilen[15]

## Tekniske data
|                                      | 2.0                   | 2.0 T                     | 2.0 T                     | 2.0 T                     | 2.4                  | 2.4                  | 2.4 20V              | 2.4 T                                       | R                         | 2.5 TDI                   |
| Byggeperiode                         | 1/1997−8/2000         | 1/1997−8/2000             | 1/1997−8/2000             | 1/1997−8/2000             | 1/1997−4/1999        | 7/1999−8/2000        | 1/1997−8/2000        | 1/1997−8/2000                               | 4/1997−10/1998            | 1/1997−8/2000             |
| Motordata                            |                       |                           |                           |                           |                      |                      |                      |                                             |                           |                           |
| Motorkode                            | B5202S                | B5204T4                   | B5204T2                   | B5204T3                   | B5252S               | B5244S2              | B5244S               | B5244T                                      | B5234T3                   | D5252T                    |
| Motortype                            | R5-benzinmotor        | R5-benzinmotor            | R5-benzinmotor            | R5-benzinmotor            | R5-benzinmotor       | R5-benzinmotor       | R5-benzinmotor       | R5-benzinmotor                              | R5-benzinmotor            | R5-dieselmotor            |
| Antal ventiler pr. cylinder          | 2                     | 4                         | 4                         | 4                         | 2                    | 4                    | 4                    | 4                                           | 4                         | 2                         |
| Ventilstyring                        | DOHC, tandrem         | DOHC, tandrem             | DOHC, tandrem             | DOHC, tandrem             | DOHC, tandrem        | DOHC, tandrem        | DOHC, tandrem        | DOHC, tandrem                               | DOHC, tandrem             | OHC, tandrem              |
| Fødesystem                           | Multipoint            | Multipoint                | Multipoint                | Multipoint                | Multipoint           | Multipoint           | Multipoint           | Multipoint                                  | Multipoint                | Direkte                   |
| Trykladning                          | –                     | Turbolader, ladeluftkøler | Turbolader, ladeluftkøler | Turbolader, ladeluftkøler | –                    | –                    | –                    | Turbolader, ladeluftkøler                   | Turbolader, ladeluftkøler | Turbolader, ladeluftkøler |
| Køling                               | Vandkøling            | Vandkøling                | Vandkøling                | Vandkøling                | Vandkøling           | Vandkøling           | Vandkøling           | Vandkøling                                  | Vandkøling                | Vandkøling                |
| Boring × slaglængde                  | 81,0 × 77,0 mm        | 81,0 × 77,0 mm            | 81,0 × 77,0 mm            | 81,0 × 77,0 mm            | 83,0 × 90,0 mm       | 83,0 × 90,0 mm       | 83,0 × 90,0 mm       | 83,0 × 90,0 mm                              | 81,0 × 90,0 mm            | 81,0 × 95,5 mm            |
| Slagvolume                           | 1984 cm³              | 1984 cm³                  | 1984 cm³                  | 1984 cm³                  | 2435 cm³             | 2435 cm³             | 2435 cm³             | 2435 cm³                                    | 2319 cm³                  | 2461 cm³                  |
| Kompressionsforhold                  | 10,0:1                | 8,4:1                     | 8,4:1                     | 8,4:1                     | 10,0:1               | 10,0:1               | 10,3:1               | 9,0:1                                       | 8,5:1                     | 20,5:1                    |
| Maks. effekt ved omdr./min.          | 93 kW (126 hk) 6250   | 120 kW (163 hk) 5100      | 132 kW (180 hk) 5700      | 166 kW (226 hk) 5700      | 106 kW (144 hk) 5400 | 103 kW (140 hk) 5700 | 125 kW (170 hk) 6100 | 142 kW (193 hk) 5100                        | 184 kW (250 hk) 5700      | 103 kW (140 hk) 4000      |
| Maks. drejningsmoment ved omdr./min. | 170 Nm 4800           | 230 Nm 1800               | 220 Nm 2100               | 310 Nm 2800               | 206 Nm 3600          | 220 Nm 3750          | 220 Nm 4700          | 270 Nm 1800                                 | 310 Nm 2400               | 290 Nm 1900               |
| Kraftoverførsel                      |                       |                           |                           |                           |                      |                      |                      |                                             |                           |                           |
| Drivende hjul (standardudstyr)       | Forhjul               | Forhjul                   | Forhjul                   | Forhjul                   | Forhjul              | Forhjul              | Forhjul              | Forhjul                                     | Forhjul                   | Forhjul                   |
| Drivende hjul (ekstraudstyr)         | –                     | –                         | –                         | Alle                      | –                    | –                    | –                    | Alle                                        | –                         | –                         |
| Gearkasse (standardudstyr)           | 5-trins manuel        | 5-trins manuel            | 5-trins manuel            | 5-trins manuel            | 5-trins manuel       | 5-trins manuel       | 5-trins manuel       | 5-trins manuel                              | 5-trins manuel            | 5-trins manuel            |
| Gearkasse (ekstraudstyr)             | 4-trins automatisk    | 4-trins automatisk        | 4-trins automatisk        | 4-trins automatisk        | 4-trins automatisk   | 5-trins automatisk   | 4-trins automatisk   | 4-trins automatisk                          | 4-trins automatisk        | 4-trins automatisk        |
| Præstationer                         |                       |                           |                           |                           |                      |                      |                      |                                             |                           |                           |
| Topfart                              | 195 km/t (190 km/t)   | 210 km/t (205 km/t)       | 215 km/t (210 km/t)       | 240 km/t (230 km/t)       | 205 km/t             | 200 km/t (195 km/t)  | 210 km/t (205 km/t)  | 225 km/t (220 km/t) [220 km/t] [(210 km/t)] | 245 km/t (235 km/t)       | 200 km/t (195 km/t)       |
| Acceleration 0-100 km/t              | 11,7 sek. (12,5 sek.) | 9,5 sek. (10,3 sek.)      | 9,3 sek. (10,0 sek.)      | 7,7 sek. (7,8 sek.)       | 10,2 sek.            | 9,9 sek. (11,1 sek.) | 9,0 sek. (10,0 sek.) | 8,0 sek. (8,4 sek.) [8,5 sek.] [(8,9 sek.)] | 7,1 sek. (7,4 sek.)       | 9,9 sek. (10,7 sek.)      |

1. ↑  Motor fra Audi
2. ↑  Modelår 2000: 5-trins
3. ↑  Værdier i runde parenteser gælder for versioner med automatgear, og i kantede parenteser for versioner med firehjulstræk

Benzinmotorerne er af fabrikanten godkendt til brug med E10-brændstof.